# Faculté de médecine, maïeutique, sciences de la santé de l'université catholique de Lille
Ne doit pas être confondu avec Faculté de médecine de Lille.
 (janvier 2010).
Si vous disposez d'ouvrages ou d'articles de référence ou si vous connaissez des sites web de qualité traitant du thème abordé ici, merci de compléter l'article en donnant les références utiles à sa vérifiabilité et en les liant à la section « Notes et références ».
La faculté de médecine, maïeutique et sciences de la santé de Lille, autrefois faculté libre de médecine de Lille, est un établissement de l'université catholique de Lille, fondé en 1876.
Elle compte plus de 2 200 étudiants en 2024. Son siège est implanté dans le bâtiment Feron-Vrau, sur le campus universitaire Vauban de l'université catholique de Lille au 56, rue du Port, dans le quartier Vauban-Esquermes.
Elle est l'une des deux facultés de médecine de la métropole lilloise avec la faculté de médecine de l'université de Lille, la plus grande unité de formation et de recherche en médecine de France.

## Histoire

### Fondation de l'université catholique de Lille

#### L'enseignement supérieur à Lille à la fin du second Empire
Décapitée par la Révolution en 1790 puis partiellement reconstruite par Napoléon, l'université française connut au XIXe siècle des heures sombres. Au début du XIXe siècle, les facultés sont peu nombreuses, moribondes et soumises au monopole de l'État. En chiffres, le corps universitaire se résume en 1871 à 44 facultés : 3 de médecine à Paris, Montpellier et Nancy), 9 de droit, 10 de sciences et 22 de lettres. Sur ces 44 facultés, 12 seulement distillent un enseignement suivi et complet : celles de médecine et de droit conduisant à des professions établies, les autres, désertées par les étudiants, ne gardent comme raison d'être que la collation des grades. Elles ne donnent d'ailleurs plus d'enseignement régulier. L'indifférence des pouvoirs publics aidant, l'enseignement y est totalement négligé. Il faudra les désastres nationaux que seront la guerre franco-prussienne de 1870-1871 et la Commune pour que tout à coup les catholiques mesurent l'étendue du désarroi moral de la France. La bonne santé des universités des pays voisins, parallèlement au désert de l'enseignement supérieur en France, facilite aussi cette prise de conscience. Même le clergé commence à s'inquiéter de la formation théologique et scientifique de ses prêtres.Dans le Nord de la France, la situation est tout aussi médiocre. La faculté des lettres de Douai fondée en 1808 avait dû être supprimée en février 1815 à la mort de son seul et unique enseignant.
À Lille, la faculté des sciences, fondée en 1854, et illustrée par Louis Pasteur comme doyen connaît elle aussi les mêmes problèmes : pénurie d’étudiants, l’inadaptation des installations et indifférence des pouvoirs publics. La médecine et la pharmacie connaissent le même sort. La région ne pouvait s'enorgueillir d'aucune faculté conduisant au doctorat. Elle ne comprenait que trois écoles préparatoires de médecine : Amiens, Arras et Lille. Un recensement de 1866 chiffre la population médicale pour les cinq départements du Nord de Paris à 562 docteurs en médecine et 883 officiers de santé, soit un médecin pour 2 200 habitants. Il fallait donc trouver une solution au malaise. Néanmoins quelques années seront nécessaires, avec en filigrane l'affrontement d'une France monarchiste et cléricale et d'une France républicaine et laïque, pour qu'une loi favorable à l'enseignement supérieur libre soit votée.

#### Rapports entre l'Église et l'université
Jusqu'à mi-siècle, l'attitude du clergé vis-à-vis de l'enseignement supérieur est pour le moins réservée. Les lois Guizot (28 juillet 1833) et Falloux (15 mars 1850) établissant la liberté des enseignements primaire puis secondaire ont ankylosées tout le clergé figé sur ses positions et qui ne mesure pas l'importance de l'enseignement supérieur. L'épiscopat français est avant tout préoccupé de rassembler un nombre suffisant de prêtres pour le ministère paroissial. De plus elle manifeste une certaine défiance par rapport à l'université, refuge des « libres penseurs » et « berceau de l'athéisme ».
On peut donc affirmer qu'avant la chute du Second Empire (1870) et l'élection d'une Assemblée nationale à majorité clérico-monarchique (1871), les catholiques du Nord et du Pas-de-Calais ne semblent guère sensibles à la nécessité d'une réforme de l'enseignement. Mais devant les désastres de la guerre et de la commune, leurs yeux s'ouvrent. Les monarchistes vont prendre la tête du mouvement en faveur des universités catholiques. Ils considèrent « qu'en face d'un enseignement officiel envahi, dit-on, par le positivisme et le scientisme, il est nécessaire d'opposer un enseignement de haut niveau respectant les préceptes de l'église de Rome ». L'obstination des catholiques aura raison des difficultés rencontrées. Le 12 juillet 1875, l'Assemblée nationale, à majorité encore monarchiste, adoptait le projet de loi relatif à l'établissement en France de la liberté de l'enseignement supérieur.

#### Les premiers pas vers une université catholique

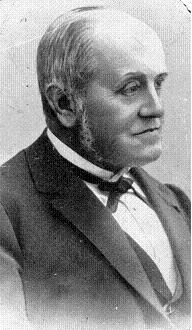
Camille Féron-Vrau

Ainsi, les 25 et 26 octobre 1873, la première Assemblée des Comités catholiques du Nord et du Pas-de-Calais dont l'un des premiers acteurs est Philibert Vrau, a comme principal objet le problème de l'enseignement libre. Elle décide de précéder l'action du législateur en créant une École des Hautes Études qui servira à préparer une université catholique.
Le 24 novembre de cette même année, les évêques de Cambrai et d'Arras président une séance provinciale d'organisation. Celle-ci met au point une structure comprenant un bureau central coordonnant deux commissions: l'une des études, confiée à l'abbé Hautecoeur, l'autre de la propagande et des fonds "la souscription", formée des personnalités de la bourgeoisie et de l'aristocratie.
Le siège de cette université est décidé : Lille est préférée à Douai du fait de son nombre d'habitants plus important permettant un enseignement clinique de la médecine large et varié. Dès novembre 1874, un immeuble est loué, rue Royale, et des cours libres de droit sont ouverts. Quelques mois plus tard, le 12 juillet 1875, le consensus établi, la loi sur la liberté d'enseignement supérieur est votée, son article premier affirme que « l'enseignement supérieur est libre » et son article 13 attribue la collation des gardes à des jurys mixtes constitués à parts égales de membres des universités libres et d'État. Ce principe sera remis en cause par le projet de la loi Waddington adopté le 3 juin 1876 par la Chambre des députés, puis rejeté le 21 juillet 1876 par le Sénat.

### Naissance de la faculté libre de médecine de Lille

#### État des lieux de l'enseignement de la médecine à Lille en 1875
En 1805, une école secondaire de médecine est créée à Lille par arrêté préfectoral. Elle occupe les locaux de l'hôpital militaire Scrive. En 1852, cette école secondaire de médecine prend le nom d'école préparatoire recevant une centaine d’élèves dont la moitié ne vise que le simple officiat de santé. 

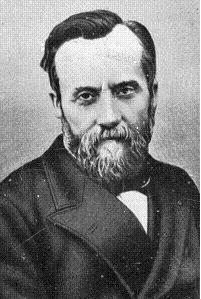
Philibert Vrau

En 1872, le conseil municipal lillois demande la transformation de son école secondaire en faculté. Après l'inspection de l'instruction publique, cette demande est écartée, considérée comme trop coûteuse. Il faudra attendre 1875 pour que cette transformation soit enfin acceptée.
La faculté verra le jour dès le deuxième semestre de l’année 1876. Le docteur Camille Féron-Vrau en est le principal artisan. Son objectif est la formation du médecin chrétien en réaction à l’enseignement officiel rationaliste et agnostique. Avant même que les premières difficultés ne soient aplanies, Féron-Vrau proclame son but : « Et tout d’abord, nous voulons tous une faculté de médecine digne de notre université catholique, une faculté de premier rang par les aptitudes scientifiques non moins que par la valeur morale des maîtres, par la distinction et l’élévation scientifique de ses élèves, par son fonctionnement, par la richesse de son matériel et de ses collections, par l’ensemble des services qu’elle est appelée à rendre à un degré éminent à notre région, à la France et à la religion catholique ».

#### Les cliniques: l'hôpital Sainte-Eugénie
La voie rendue libre, l'Institut catholique de Lille ouvrait officiellement les portes de la faculté de droit en novembre 1875.
Pour mériter le titre d'université, l'Institut devait ajouter deux autres facultés. Ce furent celles des lettres et des sciences qui naquirent les premières, car de graves difficultés surgirent lorsqu'on voulut créer la faculté de médecine. En effet, l'installation d'une faculté dont le but avoué était la préparation au doctorat en médecine n'était pas une mince affaire.
Elle devait respecter trois impératifs : posséder des bâtiments universitaires adaptés, rassembler un corps professoral qualifié et enfin posséder un minimum de 120 lits de médecine, de chirurgie et d'obstétrique pour l'enseignement de la clinique.
La faculté ne possède encore aucun de ces éléments et la tache immense de les réunir est confiée à Camille Féron-Vrau.

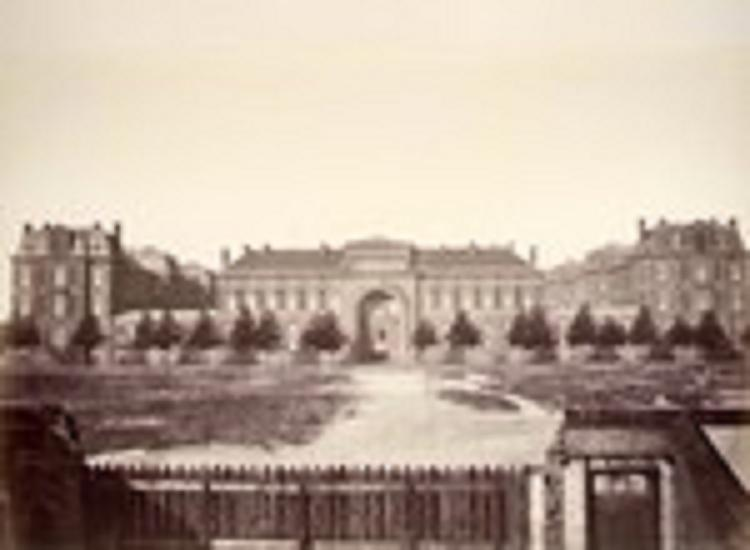
Hôpital Sainte-Eugénie

Parmi les exigences, celle de disposer « de cent vingt lits au moins », c’est-à-dire « la question de l’hôpital est [...] la plus importante à coup sûr et la plus difficile à résoudre », mais elle se trouve immédiatement satisfaite par « un coup de maître » de la commission d’organisation. 
En 1866, l’administration des Hospices a entrepris la construction d’un vaste hôpital de 400 lits, placé sous le vocable de Sainte Eugénie, en hommage à l’épouse de Napoléon III. Mais, le gros œuvre terminé après une dépense de plusieurs millions, elle ne dispose plus des ressources suffisantes pour aménager le nouvel édifice et le mettre en état de recevoir les malades.
C'est alors que le conseil d'administration de l'Institut catholique de Lille fait à la Commission des Hospices l'offre suivante : il s'engage à verser une somme de 140 000 francs destinée à compléter l'équipement de deux des quatre pavillons, soit 120, puis 200 lits, à la condition que les médecins, chirurgiens, pharmaciens et étudiants en médecine de l'université catholique assurent le fonctionnement des services de médecine et de chirurgie de deux pavillons. La proposition est discutée par la commission des hospices et les bases de la convention sont arrêtées le 25 septembre 1875. Le maire de Lille accepte les termes de la convention. Selon les termes de l'accord, les services cliniques doivent donc être prêts à fonctionner dès le 1er octobre 1876 au plus tard.

#### Le premier corps professoral
C’est encore Camille Feron-Vrau qui s'attèle à la tâche difficile de recruter les enseignants. À plusieurs reprises, il fait le tour des facultés françaises de Paris à Montpellier et à Nancy. La ville de Lille offre assez peu de ressources. Seul, le docteur Louis Wintrebert, licencié en sciences physiques, accepte de quitter l’école secondaire de médecine, où il était professeur adjoint, pour la nouvelle faculté. 
Un jeune médecin, François Guermonprez, ancien chef de clinique à la même école secondaire de médecine Lille, est recruté avec le titre de répétiteur en pathologie. 
L’une de ces notes, parmi une dizaine de noms, propose celui du docteur Henri Desplats. Celui-ci, ancien interne des Hôpitaux de Paris, se préparant au concours de médecin des Hôpitaux et admissible à l’agrégation, manifeste de grandes qualités de clinicien. Il accepte d’emblée les propositions de Camille Feron-Vrau. 
Le professeur Henri Desplats désigne le docteur Jean-Baptiste Bouchaud, ex-interne des hôpitaux de Paris, récemment installé à La Souterraine, qui vient à Lille dès février 1876 ; il est nommé médecin de l’asile de Lommelet situé dans la commune de Marquette, il assurera initialement l’enseignement de la pathologie externe. De Paris également, sont issus le Pr Gonzague Augier chargé de l’enseignement de l’anatomie pathologique et de la clinique médicale infantile, le docteur Adrien César, chef des travaux anatomiques, et les docteurs Challe et Bricart, respectivement chefs de clinique médicale et chirurgicale.
À Nancy est recruté pour l’enseignement de la chimie minérale et la pharmacologie M. Schmit, pharmacien et docteur ès sciences. 
À plusieurs reprises, Camille Feron-Vrau se rend à Montpellier, la plus illustre des facultés de médecine de province où, non sans difficultés, il s’attache une recrue de premier plan : Antoine Béchamp, docteur ès sciences et en médecine. Ses travaux, menés depuis vingt ans à Strasbourg, puis à Montpellier, lui donnent un renom scientifique indiscuté dans le domaine de la chimie et de la biologie : il enseignera donc la chimie organique et biologique. Son adhésion à la cause de la Faculté catholique de médecine semble acquise dès octobre 1875, mais il se fait quelque peu prier et il met deux conditions qui sont acceptées: occuper le poste de doyen de la faculté et emmener avec lui son fils Joseph, chimiste et docteur en médecine 

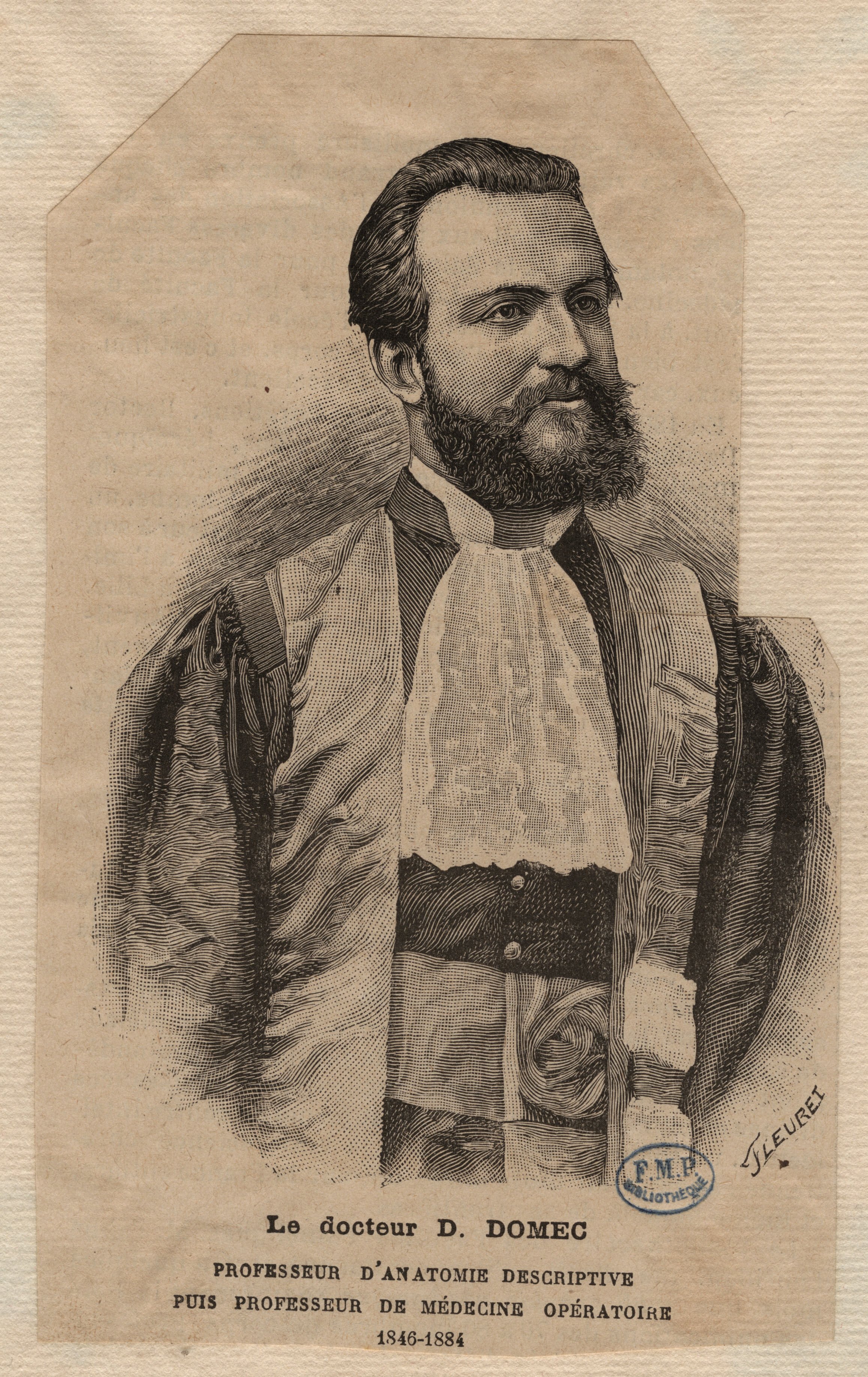
Dominique Domec (1845-1884) professeur d'anatomie

Avant de quitter Montpellier, Béchamp recommande un de ses élèves, le docteur Ernest Baltus. M. Baltus sera, dès l’origine, pour occuper le poste de professeur titulaire de physiologie. De Montpellier, arrivent encore d’autres candidatures : en août, le docteur Gonzague Eustache, professeur agrégé (de médecine légale) à la Faculté depuis quatre ans, s’offre à remplir les fonctions de professeur d’anatomie jusqu’à l’ouverture de la clinique chirurgicale dont il postule la chaire. Également recommandé par A. Béchamp, le docteur Dominique Domec, après un séjour à la faculté de médecine de Quito (Équateur), arrivera à Lille en octobre 1877, pour enseigner l’anatomie.
Dans le corps de médecine militaire, on recrute le docteur Eugène Papillon, médecin militaire et, en dernier lieu, médecin-chef de l’hôpital militaire de Saint-Omer, qui, le 25 octobre 1876, se propose pour l’enseignement de la pathologie interne ou de pathologie et thérapeutique médicales avec un service de maladies des enfants ou de maladies des yeux ; Julien Jeannel, docteur en médecine, pharmacien inspecteur général du Service de santé, se chargera de la chaire de matière médicale et des fonctions de direction des services de pharmacie ; Jean-Marie Redier, également médecin militaire, candidat à l’agrégation du Val-de-Grâce, arrivera à Lille en septembre 1877 pour assurer l’enseignement de la pathologie externe et, ce qui est un élément nouveau en France, de la stomatologie . 
Le docteur Adolphe Faucon, ancien chirurgien militaire, qui exerce à Amiens, entrera en fonction dès les premiers mois de 1877. Dans la Marine enfin, est recruté le Dr Alfred Jousset, médecin de 1re classe, qui sera en juillet 1877 professeur de médecine opératoire. 
La plupart des professeurs ainsi recrutés seront titulaires. 
Renforcé encore par les professeurs de la faculté des sciences, MM. Chautard, Witz, Schmitt, Boulay, Cairol, le corps professoral est, en cette fin de l’année 1876, suffisant pour ouvrir au moins les deux premières années de médecine et de pharmacie et assurer le fonctionnement de l’hôpital Sainte-Eugénie.

#### Les premiers locaux d'enseignement de la faculté libre de médecine
En attendant la construction d’une nouvelle faculté, il faut trouver des locaux provisoires, mais adaptés et répondant aux exigences de la loi : six laboratoires distincts (physique, chimie, pharmacie et toxicologie, histoire naturelle, physiologie, histologie) deux salles de cours dont un grand amphithéâtre, une salle d’anatomie, ainsi qu’un jardin botanique. 
La meilleure solution serait de les installer à proximité des services cliniques qui vont s’ouvrir à l’hôpital Sainte Eugénie, mais le préfet Lizot, qui a succédé à M. Leguay, refuse d’approuver la nouvelle convention. 
Les administrateurs en sont avertis le 17 juillet : d’urgence il faut rechercher d’autres solutions. Bientôt, une opportunité intéressante s’offre à eux quand ils apprennent que les Pères jésuites quittent leur collège Saint-Joseph, sis au 78 rue de la Barre, anciennement maison Saint-Maur et plus connu maintenant sous le nom d'Hospice Stappaert.
Dès la signature de l’acte, on entreprend les travaux d’aménagement nécessaires pour l’accueil des deux facultés de médecine et de sciences. Le jardin botanique sera planté dans une des cours extérieures.

#### Les dispensaires
Dans l'esprit de Camille Feron-Vrau, les dispensaires présentent une double facette, universitaire et charitable, tout à fait dans la ligne des objectifs de l'université catholique de Lille. 
Fin mai 1877, deux maisons ont été louées en pleine ville, l'une au 32 de la rue des Fossés, l'autre au 72 de la rue de Paris, face à l'église Saint-Maurice de Lille. Le dispensaire de la rue de Paris est confié aux Sœurs de la Charité (St Vincent de Paul), celui de la rue des Fossés aux Pères Camilliens dont la vocation est le service des malades. Camille Feron-Vrau les a découverts et a développé avec eux une étroite collaboration jusqu'à leur expulsion en 1902. Il faut choisir un nom pour ces deux dispensaires. C'est Saint-Raphaël qui est choisi pour le dispensaire de la rue de Paris qui ouvre ses portes le 15 octobre 1877. Pour le dispensaire de la rue des Fossés inaugurée le 15 août 1877 (réservé aux hommes) le nom de Saint-Camille est évidemment retenu. 
On attribue ainsi sur leur demande les consultations des maladies des enfants au Dr Wintrebert, celles des maladies des yeux au Dr Dujardin, celles des maladies de la bouche et des dents au Pr Redier, celle des maladies de la peau et syphilitiques au Pr Vanverts, accoucheur, celles des maladies nerveuses et mentales au Pr Bouchaud, celles des maladies des femmes au Pr Eustache. La consultation de médecine est confiée au Pr Baltus, celle de chirurgie au Pr Jousset. Le Pr Julien-François Jeannel, nommé directeur des dispensaires, assure le contrôle de la pharmacie.
Le dispensaire de Saint-Camille emménagera dans ses nouveaux locaux, rue de la Bassée, en mai 1880. En 1886, le dispensaire Saint-Raphaël sera transféré de la rue de Paris à la rue du Port, au no 86, où un grand bâtiment de style néogothique a été érigé. Trois ans plus tard, la Maternité Sainte-Anne l’y rejoindra, lorsque l’aile droite en sera construite.

### Les années 1882-1918 à la faculté libre de médecine

#### La nouvelle faculté de médecine rue du Port
En 1880, la construction de la nouvelle faculté de médecine démarre. C'est également l'œuvre de l'architecte valenciennois Dutouquet. 
Celle-ci sera construite rue du Port dans un style gothique du XIIIe siècle identique à l'hôtel académique du boulevard Vauban. L'entreprise est menée à bien en moins d'un an, commencée en avril elle touche à sa fin en novembre 1881.
Le palais académique est lui réalisé en trois étapes :
- novembre 1881: la bibliothèque et les services administratifs ;
- novembre 1884 : les facultés de droit et de lettres ;
- 1885 : l'hôtel académique est prolongé par la construction de la faculté de théologie et du séminaire.

Ce n’est qu’en 1913 qu’est entreprise la construction des deux ailes encadrant la cour d’honneur et ouvrant sur le boulevard Vauban. Les travaux de la chapelle seront interrompus par la Grande Guerre ; ils ne seront achevés qu’en 1922. L’aile droite recevra la faculté de droit en 1925 et l’Aula maxima sera inaugurée lors des cérémonies du cinquantenaire en 1927.
Le 7 novembre, à l'issue de la messe du Saint-Esprit, le recteur Hautecoeur bénit les nouveaux locaux et les cours commencent le même jour. Les choses vont ensuite plus lentement et c'est en 1895 que la faculté est prête à recevoir, selon sa vocation première, les étudiants de tous les horizons.

#### L'entrée en guerre
Vint alors la terrible période de 1914 à 1918. La plupart des professeurs partirent aux armées avec leurs élèves (Guermonprez, Lemière, Voituriez, Vouters, Battez). 
Ce fut le désert, puis l'invasion par l'armée Allemande.
Les professeurs demeurés à Lille (Baltus, Bouchaud, Duret, Delassus) s'étaient tous engagés dans les formations de la Croix Rouge, installées dans nos Maisons de famille (la maison Saint-Louis) et le bâtiment Saint-Cyr du collège Saint-Joseph. 
Le bâtiment central de l'université (le palais académique) devient en neuf jours l'hôpital du territorial numéro 10. Trois services chirurgicaux sont créés, dirigés par les professeurs Duret, Delassus et Camelot.
Si la plupart des dispensaires sont fermés (réouverture en octobre 1915), l'hôpital de la Charité continue à fonctionner sous la surveillance de l'autorité allemande.
La faculté libre de médecine et de pharmacie, prise tout entière dans la tourmente, rouvrit ses portes le 25 octobre 1916, sous l'impulsion du doyen Delassus et de ses collègues.

#### Le bilan humain et matériel
La majorité des professeurs, élèves et anciens de la faculté partirent au front et y firent plus que leur devoir. Le nombre si élevé de croix de la Légion d'honneur (Pr Guermonprez, Pr Voituriez, Pr Willot, Pr Duret, Pr Lemière, Pr Courty...) et de croix de guerre, témoigne largement des services rendus....
Une plaque commémorative gravée et installée dans le vestibule de la faculté rend hommage à ces médecins chrétiens morts face à l'ennemi ou d'une maladie contractée en soignant les soldats dans les tranchées ou les patients à leurs chevets, sans parler des dégâts humains provoqués par les gaz de combat et la grippe espagnole (1918).

Cette plaque fut l'idée du Pr Guermonprez et son inauguration se déroula le 26 juin 1920.

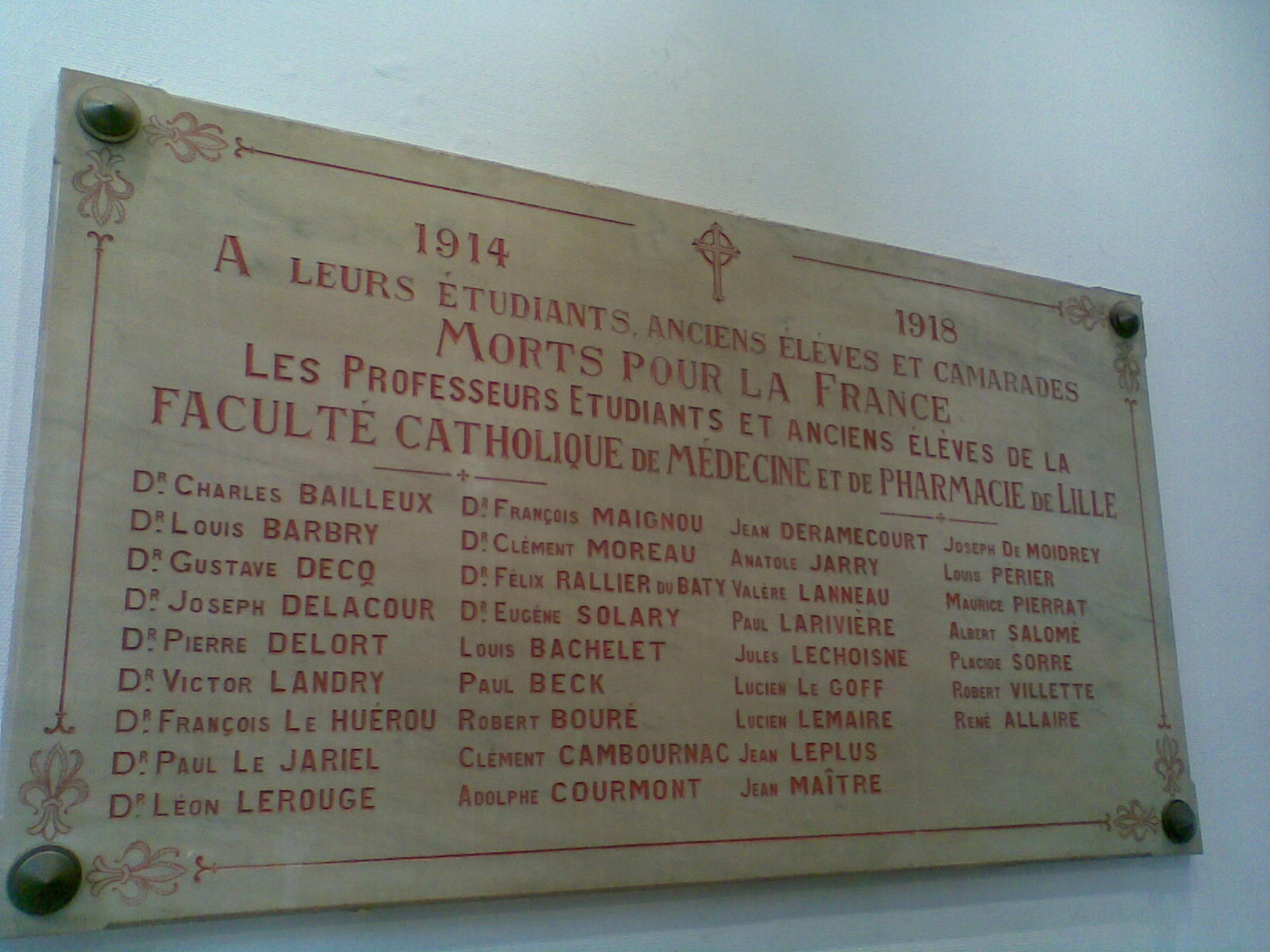
Plaque commémorative située dans le vestibule de la faculté libre de médecine de Lille.

Dans la section Pharmacie il faut rendre hommage au Pr Willot. Il fonda un journal clandestin imprimé dans son laboratoire avec l'aide de l’abbé Pinte et de Firmin Dubar.
Trois lignes directrices étaient prévues pour ce journal : maintenir le moral de la population, permettre de regrouper des résistants potentiels, contribuer à la formation d’un réseau de renseignements. Afin de brouiller les pistes et d’échapper à la police allemande, ce journal paraissait simultanément sous différents titres tels que « La patience », le « Journal des Occupés… inoccupés », il devint « La Voix de la Patrie », « L’Hirondelle de France », « La Prudence », puis « L’Oiseau de France », ce journal porta en tout 9 noms différents ! La police allemande finit par démanteler le réseau fin 1916. Le 17 avril 1917, les trois responsables du journal furent condamnés par un tribunal allemand à 10 ans de prison et à la déportation en Allemagne. 
À la fin de la guerre, le Pr Willot revint à Roubaix pour y mourir des suites de sa captivité. Un buste à sa mémoire fut érigé dans l'allée centrale du jardin botanique de la faculté où il se trouve encore. L'université catholique de Lille accuse des dégâts immenses, il faut panser les blessures et se remettre au travail.

### L'entre-deux-guerres

#### La faculté libre de médecine n'est pas morte
Après l'armistice du 11 novembre 1918 commence la démobilisation. Dès leur retour les enseignants reprennent leur poste sans difficultés, sous la direction du doyen Delassus. On aménage des programmes d'enseignement accéléré pour les étudiants. En 1919 les concours d'internat et d'externat sont rétablis. Sur le plan matériel, les locaux ont beaucoup souffert, ainsi que l'appareillage des laboratoires et les collections. L'argent manque, il faudra plusieurs années pour retrouver un fonctionnement satisfaisant.
À la faculté de médecine le corps professoral est imposant. Toutes les chaires sont occupées et aux professeurs issus de la faculté libre de médecine de Lille, s'ajoutent les apports remarquables de maîtres venus de l'extérieur : les professeurs Billet, Léon Langeron, Courty. 
Pour ce qui est des résultats aux examens, ceux-ci au lendemain de la guerre sont excellents, mais du fait d'échecs inattendus à certains examens passés devant la faculté de médecine d'État de Lille. En 1928, la faculté se tourne vers la faculté de médecine de Nancy pour que les étudiants de l'université catholique de Lille puissent passer leurs examens sereinement.

#### L'ouverture de la polyclinique Saint-Philibert
Ouverts depuis 56 ans rue de la Bassée et 46 ans rue du Port, les dispensaires de la faculté ont vieilli. Une autre carence grave, en dehors de quelques chambres particulières, est l’impossibilité pratiquement totale de l’hospitalisation. Le projet d’une polyclinique consacrée aux maladies spéciales, a longtemps mûri. Il a pris corps sous l’impulsion du doyen L. Thilliez qui en a établi le principe et élaboré les plans. Son successeur É. Camelot a veillé à son exécution et à sa mise au point. 
La polyclinique Saint-Philibert va s’adosser à la Maison Saint-Camille et c’est un symbole éloquent de voir associés les prénoms des deux promoteurs et bienfaiteurs de l'œuvre. Rue Denfert-Rochereau (aujourd’hui rue Jean-Baptiste de la Salle), le premier coup de pioche est donné en avril 1932. Le bâtiment est aujourd'hui occupé par le l'Institut de kinésithérapie, podologie et orthopédie (IPKO) et la résidence universitaire Saint-Claude de l'université catholique de Lille.
Le 28 juillet suivant, la première pierre angulaire est bénie par le nonce apostolique Mgr Maglione. Seize mois plus tard, la polyclinique est inaugurée solennellement le 16 novembre 1932 par S.E. le cardinal Liénart, l’archevêque de Cambrai et l’évêque d’Arras. L’hôpital lui-même est ouvert quelques mois plus tard le 8 mars 1934, après l’achèvement des salles d’opération et de radiologie. En juillet, l’hôpital compte 70 lits. En novembre, le service de radiologie est terminé.
Le grand avantage du nouveau Saint-Philibert est le groupement, le rassemblement de toutes les spécialités, de toutes les techniques, de tous les traitements, en faisant une sorte de centrale. Chaque spécialité a son domaine, son quartier spécial comprenant salle d’attente, salle d’examen, salle d’intervention, salle d’appareils. En dehors des consultations prénatales et de gynécologie, et des consultations de nourrissons qui restent à Saint-Raphaël, toutes les autres consultations, y compris celle de l’Asile des Cinq-Plaies, se retrouvent à Saint-Philibert : médecine générale (Pr Léon Langeron, Pr Rieux, Dr Dereux, ce dernier restant médecin de l’Asile des Cinq-Plaies), chirurgie générale (Pr Courty), maladies nerveuses (Pr Le Grand), maladies de l’estomac (Pr Bernard), des voies respiratoires (Pr D’Hour), ophtalmologie (Pr Thilliez), ORL (Pr Reverchon, puis Pr Didier), stomatologie (M. Fertin), dermatologie (Pr Danel), urologie (Pr Lepoutre), radiologie (Dr Monnier). 
En 1935, est ouvert un pavillon d’isolement pour tuberculeux et contagieux appelé pavillon Saint-Luc.

### La faculté de médecine durant la guerre 1939-1945
Le 2 septembre 1939 à 0 h, la mobilisation générale est décrétée ; le lendemain, la Grande-Bretagne et la France déclarent la guerre à l’Allemagne. 
La rentrée universitaire a bien lieu le 3 novembre 1939, sans séance solennelle. Les effectifs sont considérablement diminués par la mobilisation : en médecine, le nombre des professeurs est réduit au tiers et quarante-trois étudiants en médecine prennent cependant leurs inscriptions.
Dès 1939 et la « drôle de guerre », l'administration des hospices, à la suite de diverses réquisitions militaires, devait décider de réunir l'ensemble des services chirurgicaux de Lille en un seul et même service organisé à l'hôpital Calmette.   
Le service de la Charité devait donc momentanément fermer ses portes et ses médecins aller offrir leurs services ailleurs. Le Pr Emile Camelot prenait la direction du service de chirurgie de la polyclinique Saint-Philibert en l'absence du titulaire. Son chef de clinique le
Dr Vincent s'orientait vers l'hôpital Calmette et l'hôpital Saint-Antoine pour l'exercice de la chirurgie infantile.
L'année suivante, les combats terminés, la première manifestation de l’ingérence ennemie est la réquisition des bâtiments qui passent sous le joug de l’occupant. Les services de l’hôpital Saint-Philibert et de la maison Saint-Camille sont immédiatement réquisitionnés. Par contre, les hôpitaux (la Charité, Saint-Antoine et l’Asile des Cinq-Plaies), le dispensaire Saint-Raphaël n’ont pas été occupés. Le service de chirurgie de l'Hôpital de la Charité reprenait sous la direction du Pr Carlos Lepoutre succédant au Pr Camelot pour lequel la charge devenait trop lourde. Le service de médecine quant à lui ne connut pas d'interruption pendant toute la durée du conflit, puis de l'occupation. Jusqu'en septembre 1941, il fut pris en charge par les docteurs D'Hour et Lamelin jusqu'au retour de captivité du professeur Langeron.
D'un point de vue universitaire, en juillet 1941, le doyen C. Lepoutre peut déclarer en fin d’année que les enseignements réguliers sont presque complètement rétablis. En mai 1941, la Société médicale et anatomo-clinique a de nouveau régulièrement siégé et le Journal des Sciences Médicales a reçu l’autorisation de reparaître. Supprimés en 1940, les concours d’externat et d’internat ont été rétablis fin 1941. En 1942, nos maîtres ont tous repris leur poste, l’activité de la faculté est alors pratiquement normale.
Cette deuxième occupation de Lille fut certainement moins pénible que la première, toutefois les bombardements alliés firent de nombreuses victimes qui encombrèrent passablement les services hospitaliers lillois, dont l'hôpital de la Charité.

### 1946 à 1957: l'après guerre

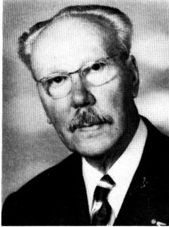
Antoine Delattre (1891-1983), doyen de faculté de 1954 à 1960.

Au lendemain de la guerre, le fonctionnement des dispensaires et des hôpitaux de la faculté a repris de façon satisfaisante : dès 1945, le recteur Mgr Delépine annonce la réouverture de l’hôpital Saint-Philibert et décrit Saint-Raphaël toujours rempli, la maternité Sainte-Anne débordée, Saint-Camille d’une activité parfois réduite. 
Si les relations entre les deux facultés de médecine se déroulent dans un climat variable dont la dominante est sans doute une indifférente attention. Bientôt un fait majeur allait modifier profondément les données : l’ouverture de la cité hospitalière.
Au début des années cinquante, les services de l’aile droite de la Charité font encore bonne figure. La Charité s’efforce de conserver son caractère d’hôpital général. Jusqu’à l’ouverture de la cité hospitalière, et malgré l’absence de consultations externes, le recrutement est encore assuré par le découpage sanitaire de Lille en trois secteurs : aile droite, aile gauche et Saint-Sauveur.
Bon an mal an, cette situation se maintient jusqu’à l’ouverture de l’aile ouest de la cité hospitalière, grâce à l’excellence du personnel médical. Au début des années 1950, ce sont en chirurgie le Professeur Louis Courty et en médecine le Professeur Léon Langeron.
Antoine Delattre assure la charge de doyen de 1954 à 1960.
L'administration des hospices devenue, à la suite de l'ordonnance du 30 décembre 1958, le centre hospitalier universitaire de Lille, donne priorité dans ses prévisions budgétaires à l'équipement de ses services les plus modernes. L'aile droite de la Charité dont le statut juridique paraît si complexe va faire les frais de cette désaffection. La faculté libre de médecine demeure donc, mais bientôt, elle sera « hors la loi ».

### 1957 à 1968: la faculté "hors la loi"
Si depuis 1943, les internes des hôpitaux publics autres que ceux des villes de faculté étaient recrutés par concours organisés par l’inspecteur divisionnaire de la santé dans chaque région, les externes et internes des hôpitaux des villes de faculté continuaient à être sélectionnés par concours organisés par leur administration hospitalière. Mais en 1957, le décret du 26 août confia également les opérations de recrutement aux inspecteurs divisionnaires de la santé. En absence de dispositions légales concernant la faculté libre de médecine de Lille, l’inspecteur de la santé de Lille refusa d’organiser des concours propres à celle-ci, proposant à l'université catholique, de rejoindre, sans en préciser les modalités, les concours des hôpitaux de Lille.  
La faculté libre refusa cette intégration, dans la crainte de perdre son autonomie. Elle demanda donc à la commission administrative du CHR d’accepter de continuer à organiser des concours pour le bénéfice de ses étudiants. Par décision du 28 septembre 1957, cette commission accepta la demande toute en précisant qu’elle se situait hors du cadre de la loi hospitalière et que les internes et externes ainsi recrutés n’auraient plus le droit au titre d’externe ou d’interne des hôpitaux de Lille.
La conséquence en était une dévalorisation des concours de la faculté libre : cette nouvelle situation rendait encore plus difficile l’accès de ces étudiants aux postes médicaux des hôpitaux publics. Désormais le problème d’une carrière hospitalière allait se poser différemment pour les étudiants de la faculté libre : soit briguer les concours dans d’autres facultés et ceci dès l’externat, ce qui revenait à quitter la faculté prématurément, soit rester dans le cursus de l'université catholique, mais renoncer à toute insertion professionnelle dans les structures publiques. 
Une autre discrimination se fait jour à la même époque. La qualification des médecins spécialistes est peu à peu conditionnée par l’acquisition de certificats d’études spéciales (CES), comportant enseignements théoriques et stages dans des services universitaires. Les internes de ces services bénéficiant de dispenses de cours et d’examens et leurs stages sont automatiquement validés. Les internes de la faculté libre sont privés de cette qualification quasi systématique, avec pour conséquence l’impossibilité pour la faculté de former par exemple ses chirurgiens. Il faudra des années de négociations auprès des ministères pour faire valider les stages d’interne en chirurgie de l’hôpital de la Charité, puis des hôpitaux privés de la faculté, leur permettant de subir les épreuves du CES de chirurgie.
Nouvel avatar en 1964 avec la suppression du concours d’externat. Les places d’externes sont maintenant attribuées aux premiers classés aux examens de fin de première et de secondes années, une impasse pour les étudiants de la faculté libre qui passaient alors ces examens à Nancy. Ou bien ils étaient classés en rang utile et restaient à Nancy, ce qui écrémait nos promotions de leurs meilleurs étudiants et nous privaient de futurs internes, ou bien ils n’étaient pas classés (ou renonçaient à émigrer à Nancy) et étaient astreints à présenter les concours propres à la faculté non reconnus par l’administration des hôpitaux. Le dilemme s’effacera quelques années plus tard puisque, à la suite des événements de mai, un décret d’octobre 1968 instituera l’externat pour tous, ou plus exactement supprimera le concours d’externat, en créant les étudiants hospitaliers.

### La faculté depuis 1968

#### Le nouveau Saint-Philibert à Lomme
Après les remous de 1968, l'élection du doyen Jacques Liefooghe, l'autonomie pédagogique permise par la loi d'orientation de 1970 et de la convention avec les UER médicales de Lille, la faculté libre de médecine relancée peut songer à améliorer enfin ses ressources hospitalières. L’hôpital Saint-Philibert, datant de 1932, est devenu trop exigu et il devient indispensable de mener à bien son agrandissement.
Un projet vaste et ambitieux est mis à l’étude : il envisage la construction d’un nouvel hôpital qui, réglant le problème de l’ancien Saint-Philibert – Saint-Camille, pourrait englober aussi la maternité Sainte-Anne dont la rénovation doit être, de toute manière, envisagée d’urgence. Or, un vaste terrain, une pâture de 5 ha, est disponible au lieu-dit le Grand But sur le territoire de la ville de Lomme, dont le maire Arthur Notebart, conseiller général, député et président de la communauté urbaine de Lille, verrait d’un œil favorable l’implantation d’un hôpital sur sa commune, rivalisant avec le CHR lillois.
Le projet initial est celui d’un établissement de 371 lits : 167 de chirurgie, 143 de médecine et une soixantaine de lits de maternité.
Le nouvel hôpital est inauguré le 18 avril 1977. Avant même son achèvement, l’hôpital est admis, par arrêté du 3 novembre 1976, à participer au service public hospitalier. 
À l’ancien Saint-Philibert, ne restent initialement que des consultations de gynécologie, de médecine tropicale et le laboratoire Saint-Camille. L’hôpital, réhabilité deviendra un service de convalescents, dit de moyen séjour, de 65 lits avec ou sans réadaptation, sous le nom de « Maison médicale Saint-Camille » : son ouverture est effective en septembre 1981. Cette structure deviendra sous l'impulsion du doyen Philippe Choteau le creuset où se développera l'enseignement d'une nouvelle discipline : la gériatrie. Cette clinique universitaire gériatrique de la faculté libre de médecine étant confiée au professeur agrégé Daniel Beaugeard. Une consultation de surveillance des stimulateurs cardiaques est également développée à la maison médicale Saint Camille. Six lits de l'hôpital Saint Camille vont servir à créer le service de soins palliatifs sous l'égide du professeur Didier Debroucker. Les lits de moyen séjour restants seront transférés en 2002 sur le site de Lomme et intégrés à la clinique de médecine interne et gériatrie.
Les bâtiments de l'ancien hôpital Saint Philibert, rue Saint Jean Baptiste de la Salle seront alors définitivement démédicalisés. Quant aux bâtiments de Saint-Camille, ils deviendront un foyer d’étudiants tandis que l’ancienne maternité Sainte-Anne est dévolue à l’école d’infirmières et puéricultrices.

#### La fermeture de l'aile droite de l'hôpital de la Charité
L’hôpital de la Charité aile droite vit ses dernières années : la situation est devenue intenable et les conditions de fonctionnement, c’est-à-dire en personnel, équipement, hôtellerie, sont inacceptables. Il s’ensuit un effondrement du recrutement. 
En 1987, une salle de médecine est fermée provisoirement et, en 1990, le poste de médecin non chef de service en médecine interne est supprimé par le CHR de Lille. En chirurgie, le professeur J. Callens, en médecine le professeur P. Giard, puis son successeur le professeur Ph. Choteau assisté du professeur agrégé M. Mahieu, tentent de garder aux soins une certaine dignité, une situation d’autant plus pénible que le projet Saint-Vincent rencontre bien des obstacles.
Les quatre derniers malades quittent l’hôpital de la Charité le 1er octobre 1991; le même jour, Saint-Vincent reçoit ses premiers malades. Le lendemain, est célébrée une dernière messe à la chapelle de la Charité.

#### L'ouverture de l'hôpital Saint-Vincent
En mars 1980, l’accord signé entre le CHR de Lille et l’université catholique de Lille, prévoit la fermeture de l’aile droite de l’hôpital de la Charité et le transfert de 100 lits dans un nouvel établissement qui doit recevoir également les 79 lits de la clinique Saint-Raphaël, mais, en raison de blocages administratifs et de problèmes financiers, il faudra exactement 12 ans pour que ce projet se réalise. Le choix d’un site approprié est la première préoccupation.  
C’est alors que l’architecte, M Emmanuel Maes, apprend que la ville de Lille dispose d’un terrain situé entre le boulevard de Belfort. L’université catholique de Lille s’en porte acquéreur grâce à un emprunt remboursable sur 20 ans. 
Les travaux commencent activement début 1989 et la construction est terminée en février 1992, l’hôpital Saint-Vincent est inauguré le 14 mars 1992. 